# Dolichorrhiza
Dolichorrhiza es un género de plantas herbáceas perteneciente a la familia de las asteráceas. Comprende 4 especies descritas y aceptadas.

## Taxonomía
El género fue descrito por Galushko y publicado en Novosti Sistematiki Vysshikh Rastenii 6: 210. 1970. 	.	

## Algunas especies aceptadas
A continuación se brinda un listado de las especies del género Dolichorrhiza aceptadas hasta julio de 2012, ordenadas alfabéticamente. Para cada una se indica el nombre binomial seguido del autor, abreviado según las convenciones y usos.
- Dolichorrhiza caucasica (M.Bieb.) Galushko
- Dolichorrhiza correvoniana (Albov) Galushko
- Dolichorrhiza persica (Boiss.) B.Nord.
- Dolichorrhiza renifolia (C.A.Mey.) Galushko